# Pamisos (Messenien)
Der Pámisos (altgriechisch Πάμισος; früher (slawisch) Πιρνάτζα Pirnátza) ist der Hauptfluss von Messenien und einer der wasserreichsten Flüsse der Peloponnes. Die perennierenden Quellen des Flusses entspringen an den Hängen des Taygetos östlich des Dorfes Agios Floros. Der Pámisos mündet nach 17 Kilometern in den Messenischen Golf. Nach rund 6 Kilometern nimmt er den aus dem Norden zufließenden Mavrozumenos auf.
An den Quellen des Flusses lag ein antikes Heiligtum für den eponymen Flussgott Pamisos, das in den 1930er Jahren vom schwedischen Archäologen Natan Valmin ausgegraben wurde.